# Edificio Varela
El Edificio Varela  es un edificio ecléctico afrancesado localizado en la plaza de Curros Enríquez, en pleno centro histórico de la ciudad española de Pontevedra.

## Historia
El Edificio Varela se levantó en Pontevedra a finales del siglo XIX, junto a la Capilla de las Ánimas, por iniciativa de Saturnino Varela, un comerciante leonés afincado en la ciudad. Varela había fundado su ferretería en 1875 en la plaza de Curros Enríquez, en una de las casas existentes antes de que se construyera el edificio actual de Almacenes Olmedo.
La construcción del nuevo edificio para su negocio familiar se produjo tras la demolición del antiguo Hospital de San Juan de Dios, cuyo estado ruinoso obligó al Ayuntamiento de Pontevedra a ordenar su derribo en el verano de 1896. La demolición fue ejecutada con urgencia por el contratista Laureano Poza y, tras desalojar a los enfermos al Grupo Escolar de las Palmeras, el solar fue subastado entre diciembre de 1896 y enero de 1897. Saturnino Varela fue el único licitador y adquirió el terreno de 288 metros cuadrados por 14.688 pesetas. Tras una pequeña rectificación de superficie, abonó la diferencia sin objeciones, y en la primavera de 1897 comenzó la edificación.
El edificio, de estilo ecléctico afrancesado del gusto de la época, se erigió como uno de los más modernos de la ciudad en su tiempo. Fue concebido como un espacio multifuncional, con diferentes pisos utilizados para el almacenamiento de mercancías, excepto el bajo cubierta o mansarda, que sirvió de vivienda familiar. La Capilla de las Ánimas, reconstruida en 1898 en una esquina trasera del inmueble, quedó como único vestigio del antiguo hospital.
En 1898 Saturnino Varela abrió en este edificio su gran bazar, que se convirtió en uno de los establecimientos comerciales más completos de Pontevedra. Además de ferretería, fue quincallería, armería, cristalería, escribanía, mueblería y punto de venta de lotería nacional. De hecho, entre 1900 y 1903, la administración de lotería que albergaba el edificio vendió "el Gordo" en tres ocasiones. La influencia del edificio de Varela en su entorno fue tan significativa que el lugar donde se ubicaba acabó siendo conocido popularmente como la plaza de Saturno, un nombre surgido en referencia a su impulsor, Saturnino Varela.
Tras la muerte del fundador, el comercio pasó a denominarse Viuda e Hijos de Saturnino Varela. Su hijo Rafael Varela Feijóo, que presidió el Casino Mercantil y fue concejal del ayuntamiento de Pontevedra, se hizo cargo de la ferretería. En 1929, Rafael Varela construyó un nuevo edificio comercial para almacén, vecino a la sede principal de la plaza de Curros Enríquez, entre las calles Don Gonzalo y San Sebastián.

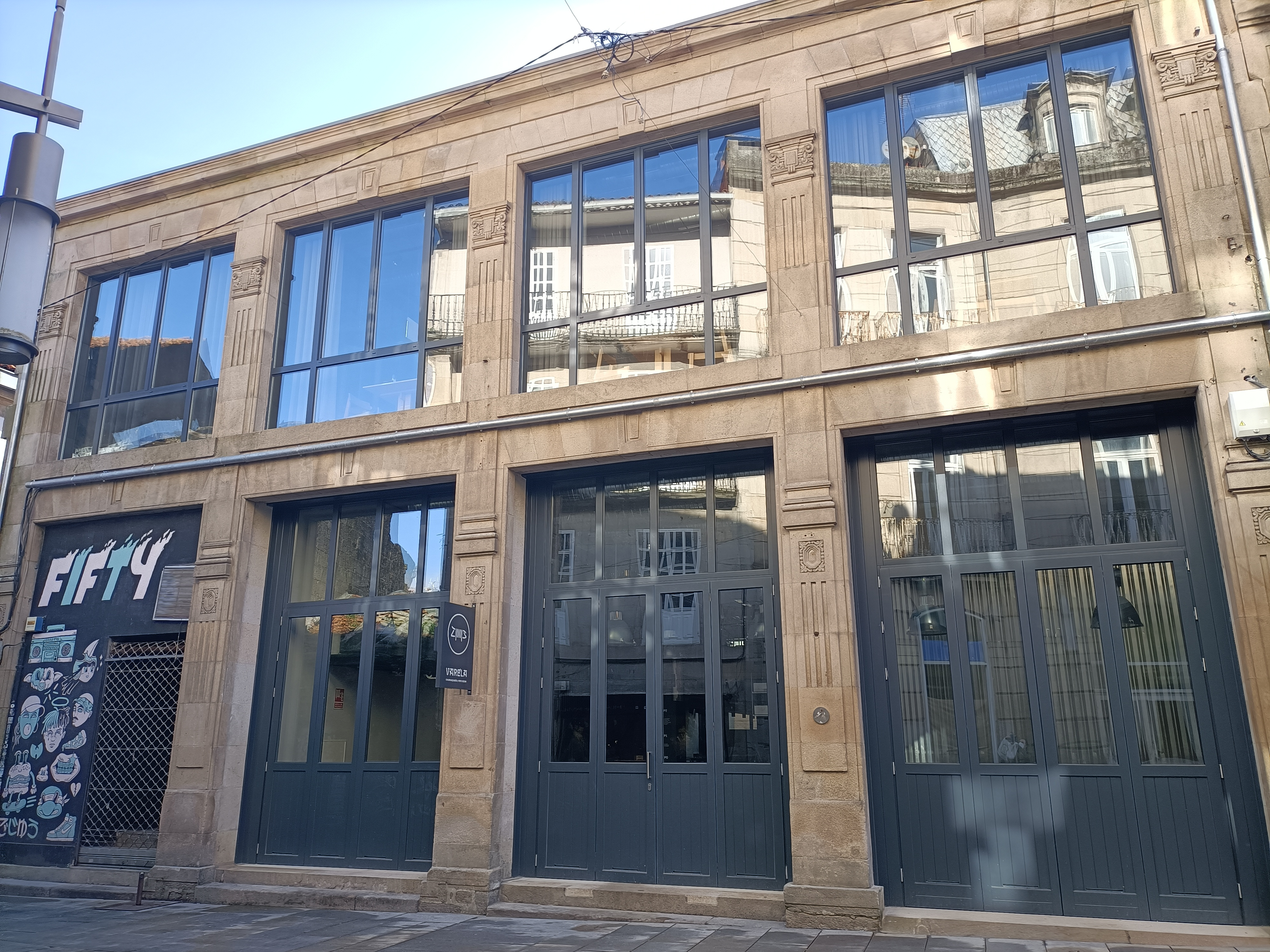
Antiguo almacén de la ferretería Varela construido en 1929 en la calle Don Gonzalo.

A lo largo del siglo XX, el edificio Varela fue mucho más que un comercio: durante la Navidad, el bazar se transformaba en la juguetería más popular de Pontevedra. Su enorme escaparate en la calle Don Gonzalo, hoy desaparecido como tal, se convirtió en un punto de encuentro ineludible para niños y adultos. El edificio fue sede del negocio familiar hasta 1989, en que se trasladó al edificio que había funcionado como su almacén en la calle Don Gonzalo.
En 1989, el edificio fue adquirido por la Caja Postal de Ahorros y convertido en 1990 en sede de Argentaria tras una restauración valorada en 400 millones de pesetas. Sin embargo, el proyecto no prosperó y el inmueble fue finalmente adquirido en 1998 por el Casino Mercantil e Industrial, que consolidó su presencia en el centro histórico con su nueva sede.
En 2016 el cierre definitivo del comercio Varela, en su último local de la calle Don Gonzalo, marcó el fin de un negocio familiar que abarcó 141 años y cuatro generaciones. En 2023 el Casino Mercantil e Industrial trasladó su sede y vendió el edificio a una sociedad mercantil.

## Descripción

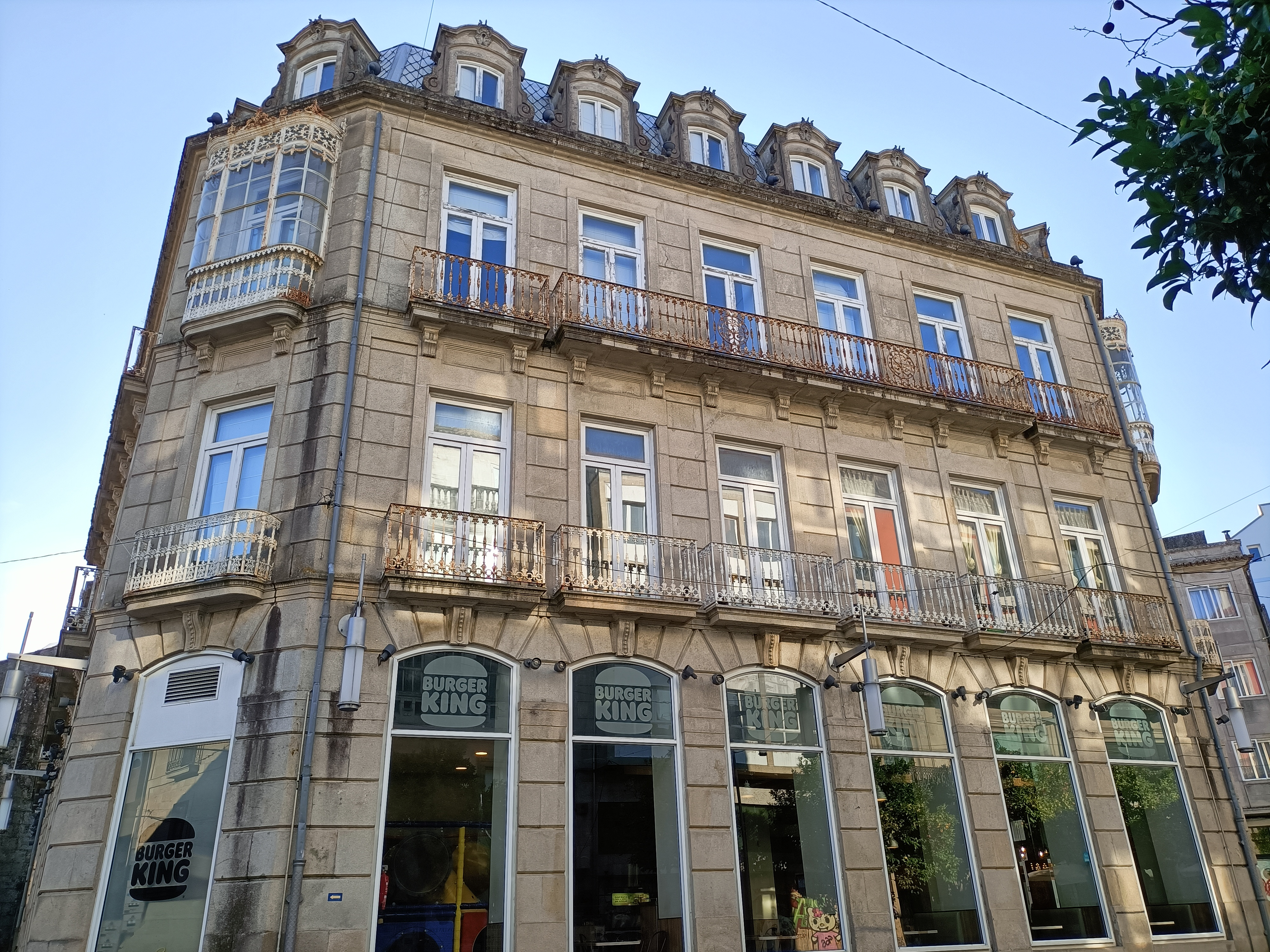
Fachada oeste del Edificio Varela en 2025.

El Edificio Varela, situado en el centro histórico de Pontevedra, es una de las construcciones más representativas de la arquitectura urbana de transición entre los siglos XIX y XX en la ciudad. El edificio constituye un ejemplo destacado de la arquitectura civil burguesa que definió la modernización del centro urbano pontevedrés a finales del siglo XIX. De clara influencia ecléctica con toques afrancesados, su diseño destaca por la elegancia de sus líneas, la simetría de sus fachadas y la cuidada composición de sus elementos ornamentales. 
Se trata de un edificio de planta irregular adaptada a la esquina, con tres alturas más una planta bajo cubierta. La fachada principal se organiza mediante un sistema de ejes verticales bien definidos, con grandes vanos en la planta baja rematados por arcos rebajados y balcones corridos con barandillas de hierro forjado en los pisos superiores. Las molduras de granito resaltan el ritmo vertical del conjunto. Uno de sus elementos más llamativos es la galería acristalada en esquina, característica de la arquitectura gallega del cambio de siglo, que aporta ligereza visual al volumen pétreo.

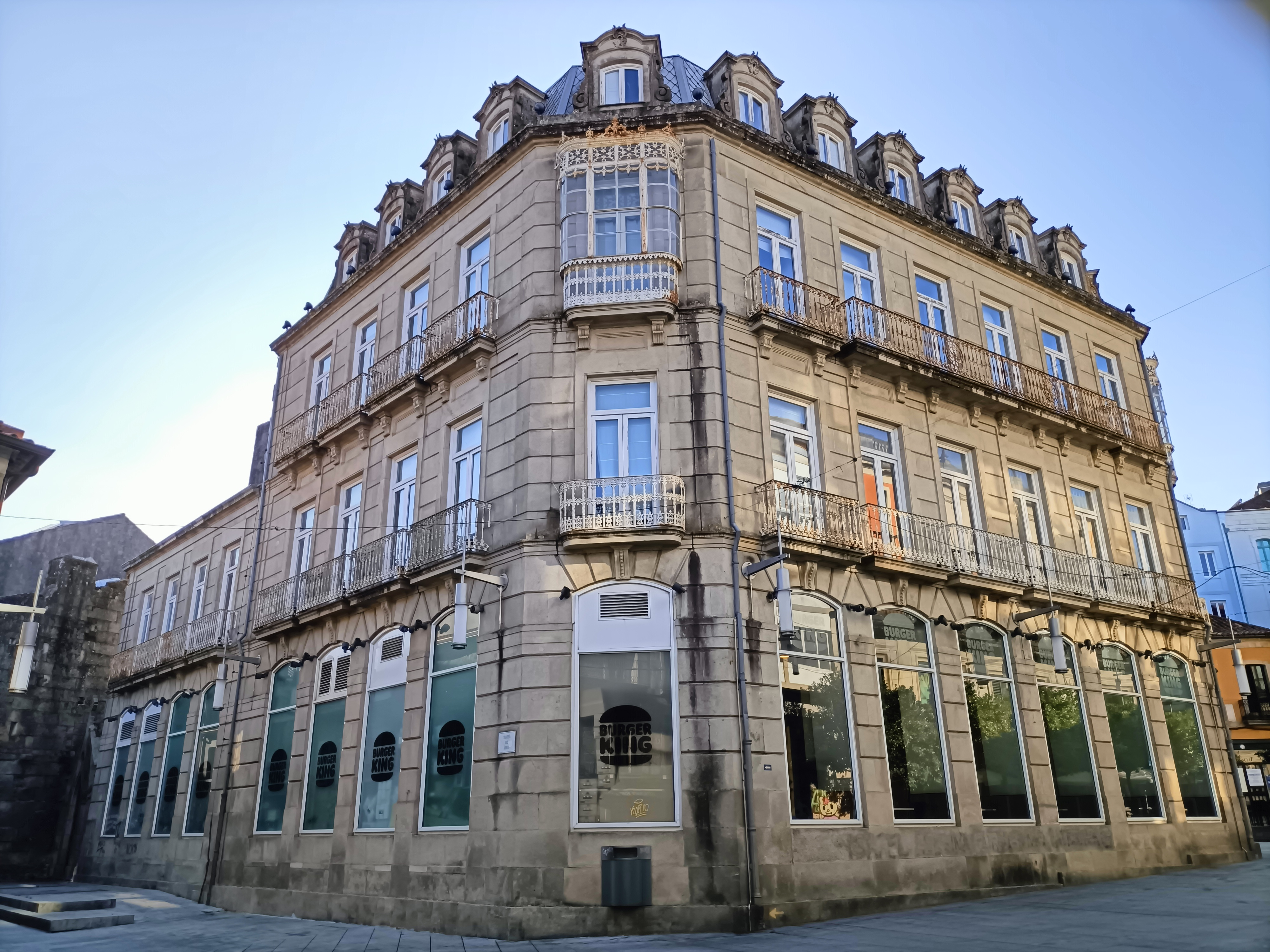
Fachadas trasera y lateral izquierda del Edificio Varela.

La planta baja funciona como un establecimiento comercial (ocupado por un restaurante de Burger King desde enero de 2009), con grandes escaparates enmarcados por arcos rebajados y almohadillado clásico. El almohadillado horizontal regular establece un ritmo visual riguroso y proporciona volumen a la superficie del paramento.
El remate superior del edificio muestra una cubierta de pizarra en mansarda, con buhardilla rematada en frontones curvos, lo que aporta un marcado aire parisino que lo diferencia del resto del entorno. Este tipo de cubierta, poco común en Galicia, revela la influencia de las corrientes europeas en la burguesía local de la época. El edificio se inspira en las mansardas parisinas del siglo XIX en zinc gris, lo que permite aumentar el espacio habitable y adaptarse a la pendiente de los tejados. Destaca la decoración de volutas de los marcos de las ventanas de la mansarda. Las ventanas de tipo mansarda aligeran la fisionomía del edificio que sigue el modelo de los hôtel particulier franceses.